# Championnat du Japon de football de deuxième division 2001
Navigation
J2 League 2000 J2 League 2002
Le Championnat du Japon de football de deuxième division 2001 est la 3e édition de la J.League 2. Le championnat a débuté le 10 mars 2001 et s'est achevé le 18 novembre 2001.
Les deux meilleurs de ce championnat sont promus en J.League 2002.

## Les clubs participants
Les équipes classées 15e et 16e de J1 League 2000, le premier de JFL 2000 participent à la compétition.
| Club               | Dernière montée | Ville     | Classement 2000 | Entraîneur         | Depuis | Stade                               | Capacité | Nombre de saisons |
| ------------------ | --------------- | --------- | --------------- | ------------------ | ------ | ----------------------------------- | -------- | ----------------- |
| Kyoto Purple Sanga | 2001            | Kyoto     | 15e             | Gert Engels        | 2000   | Stade athlétique de Nishikyogoku    | 20 588   | 1                 |
| Kawasaki Frontale  | 2001            | Kawasaki  | 16e             | Nobuhiro Ishizaki  | 2001   | Stade d'athlétisme de Todoroki      | 27 495   | 2                 |
| Oita Trinita       | -               | Ōita      | 3e              | Shinji Kobayashi   | 2001   | Stade d'athlétisme municipal d'Oita | 15 943   | 3                 |
| Omiya Ardija       | -               | Saitama   | 4e              | Toshiya Miura      | 2000   | Stade du parc Omiya                 | 15 500   | 3                 |
| Vegalta Sendai     | -               | Sendai    | 5e              | Hidehiko Shimizu   | 1999   | Stade de Sendai                     | 19 694   | 3                 |
| Sagan Tosu         | -               | Tosu      | 6e              | Kazuhiro Koso      | 2000   | Stade de Tosu                       | 24 460   | 3                 |
| Albirex Niigata    | -               | Niigata   | 7e              | Yasuharu Sorimachi | 2001   | Stade athlétique de Niigata         | 18 671   | 3                 |
| Shonan Bellmare    | 2000            | Hiratsuka | 8e              | Koji Tanaka        | 2001   | Hiratsuka Stadium                   | 18 500   | 2                 |
| Mito HollyHock     | 2000            | Mito      | 9e              | Masaaki Kanno      | 2001   | Stade Mito                          | 12 000   | 2                 |
| Montedio Yamagata  | -               | Yamagata  | 10e             | Koichi Hashiratani | 2001   | Stade du parc Yamagata              | 20 315   | 3                 |
| Ventforet Kōfu     | 1999            | Kōfu      | 11e             | Luís dos Reis      | 2001   | Kose Sports Park Stadium            | 17 000   | 3                 |
| Yokohama FC        | 2001            | Yokohama  | 1er             | Katsuyoshi Shinto  | 2001   | Stade Yokohama Mitsuzawa            | 15 454   | 1                 |

- Relégué de la J1 League 2000
- Promu de la JFL 2000

### Localisation des clubs
| \| Clubs du Grand Tokyo · Omiya Ardija (Saitama) · Ventforet Kōfu (Yamanashi) · Shonan Bellmare (Kanagawa) · Mito HollyHock (Ibaraki) · Yokohama FC (Kanagawa) · Kawasaki Frontale (Kanagawa) Grand Tokyo Kyoto Purple Sanga Albirex Niigata Oita Trinita Vegalta Sendai Sagan Tosu Montedio Yamagata \| Localisation des clubs engagés dans le championnat. |
| Clubs du Grand Tokyo · Omiya Ardija (Saitama) · Ventforet Kōfu (Yamanashi) · Shonan Bellmare (Kanagawa) · Mito HollyHock (Ibaraki) · Yokohama FC (Kanagawa) · Kawasaki Frontale (Kanagawa) Grand Tokyo Kyoto Purple Sanga Albirex Niigata Oita Trinita Vegalta Sendai Sagan Tosu Montedio Yamagata                                                           |

| Clubs du Grand Tokyo · Omiya Ardija (Saitama) · Ventforet Kōfu (Yamanashi) · Shonan Bellmare (Kanagawa) · Mito HollyHock (Ibaraki) · Yokohama FC (Kanagawa) · Kawasaki Frontale (Kanagawa) Grand Tokyo Kyoto Purple Sanga Albirex Niigata Oita Trinita Vegalta Sendai Sagan Tosu Montedio Yamagata |

## Compétition

### Classement
Source : CLASSEMENT J.LEAGUE DIVISION 2 2001 sur transfermarkt.fr
| Rang | Équipe               | Pts | J  | G  | N | P  | Bp | Bc | Diff |
| ---- | -------------------- | --- | -- | -- | - | -- | -- | -- | ---- |
| 1    | Kyoto Purple Sanga R | 84  | 44 | 28 | 5 | 11 | 79 | 48 | +31  |
| 2    | Vegalta Sendai       | 83  | 44 | 27 | 5 | 12 | 78 | 56 | +22  |
| 3    | Montedio Yamagata    | 80  | 44 | 27 | 6 | 11 | 61 | 39 | +22  |
| 4    | Oita Trinita         | 78  | 44 | 25 | 4 | 15 | 75 | 52 | +23  |
| 5    | Albirex Niigata      | 77  | 44 | 26 | 4 | 14 | 79 | 47 | +32  |
| 6    | Omiya Ardija         | 77  | 44 | 26 | 6 | 12 | 73 | 43 | +30  |
| 7    | Kawasaki Frontale R  | 60  | 44 | 20 | 3 | 21 | 69 | 60 | +9   |
| 8    | Shonan Bellmare      | 60  | 44 | 20 | 4 | 20 | 64 | 61 | +3   |
| 9    | Yokohama FC P        | 43  | 44 | 15 | 1 | 28 | 58 | 81 | -23  |
| 10   | Sagan Tosu           | 32  | 44 | 10 | 4 | 30 | 45 | 82 | -37  |
| 11   | Mito HollyHock       | 25  | 44 | 8  | 4 | 32 | 41 | 93 | -52  |
| 12   | Ventforet Kōfu       | 25  | 44 | 8  | 2 | 34 | 38 | 98 | -60  |

|  | Promu en J1 League 2002                                               |
|  | P : Promu de Japan Football League 2000 R : Relégué de J1 League 2000 |

## Statistiques

### Meilleurs buteurs
|                    | Buteur            | Club               | Buts | MJ |
| ------------------ | ----------------- | ------------------ | ---- | -- |
| Médaille d'or      | Marcos            | Vegalta Sendai     | 34   | 34 |
| Médaille d'argent  | Teruaki Kurobe    | Kyoto Purple Sanga | 29   | 29 |
| Médaille de bronze | Hisashi Kurosaki  | Albirex Niigata    | 21   | 21 |
| 4                  | Jorge Dely Valdés | Omiya Ardija       | 21   | 21 |
| 5                  | Emerson           | Kawasaki Frontale  | 19   | 19 |
| 6                  | Yasunori Takada   | Shonan Bellmare    | 17   | 17 |
| 7                  | Keisuke Kurihara  | Shonan Bellmare    | 17   | 17 |
| 8                  | Shingo Suzuki     | Albirex Niigata    | 16   | 16 |
| 9                  | Bentinho          | Oita Trinita       | 16   | 16 |
| 10                 | Takayuki Yoshida  | Oita Trinita       | 15   | 15 |